# Kolera
Kolera je akutna infekcija koju uzrokuje Vibrio cholerae i koja zahvaća cijelo tanko crijevo, a karakterizirana profuznim vodenastim proljevom, povraćanjem, grčevima u mišićima, dehidracijom, oligurijom i kolapsom.  

## Etiologija, epidemiologija i patofiziologija
Uzročnik, Vibrio cholerae, serogrupe 01 i 0139, kratak je, zakrivljen, pokretan aerobni štapić. I biotip El Tor i klasični biotipovi V. cholerae mogu uzrokovati tešku bolest, no blaga ili asimptomatska infekcija mnogo su češće s biotipom El Tor.
Kolera se širi ingestijom vode, morske hrane i druge hrane kontaminirane izlučevinama osoba sa simptomatskom ili asimptomatskom infekcijom. Kolera je endemična u dijelovima Azije, srednjeg istoka, Afrike, južne i centralne Amerike, a u SAD duž obale Meksičkog zaljeva. Slučajevi transportirani u Europu, Japan i Australiju, uzrokovali su lokalizirane epidemije. U endemskim se područjima epidemije obično pojavljuju za vrijeme toplih mjeseci, a incidencija je najveća u djece; u novozahvaćenim područjima epidemije se mogu pojaviti u bilo koje doba godine, a sve su dobne skupine jednako osjetljive.   Osjetljivost na infekciju varira i najveća je kod osoba s krvnom grupom 0. Budući da je vibrion osjetljiv na želučanu kiselinu, hipoklorhidrija i aklorhidrija su predisponirajući čimbenici. Osobe koje žive u endemskim područjima, postupno stječu prirodni imunitet. V. cholerae 01 i 0139 stvaraju enterotoksin – bjelančevinu koja potiče inače intaktnu sluznicu tankoga crijeva na hipersekreciju izotonične otopine elektrolita. Mucinaza bi mogla biti važna u smanjivanju protektivnog učinka crijevnog mucina, dok bi neuraminidaza mogla mijenjati strukturu gangliozida u staničnim membranama sluznice, povećavajući tako sadržaj specifičnog gangliozida (GM1) koji veže enterotoksin. Iako su fimbrije važnije u procesu kolonizacije sluznice, i stanični hemaglutinin može potpomoći ovaj proces.

## Simptomi i znaci
Inkubacija je 1 do 3 dana. Kolera može biti subklinička; može se očitovati blagom, nekompliciranom epizodom proljeva; ili može biti fulminantna, potencijalno smrtonosna bolest. Početni simptomi su obično naglo nastali, bezbolni vodenasti proljev i povraćanje; gubitak tekućine stolicom u odraslih,  može biti veći od 1 L/h, no obično je mnogo manji. Posljedični teški gubitak vode i elektrolita dovodi do jake žeđi, oligurije, grčeva u mišićima, slabosti i značajno oslabljenog turgora kože s upalim očima i nabranom kožom na prstima. Manifestacije kolere posljedica su gubitka tekućine izotoničnim vodenastim stolicama koje su bogate natrijem, kloridom, bikarbonatom i kalijem. Nastaje hipovolemija, hemokoncentracija, oligurija i anurija, teška metabolička acidoza s kaliopenijom (ali s normalnom serumskom koncentracijom natrija) i ako se ne poduzme liječenje, može uslijediti cirkulatorni kolaps s cijanozom i soporom. Produžena hipovolemija može uzrokovati renalnu tubularnu nekrozu. 
Nekomplicirana kolera prestaje spontano i do oporavka dolazi za 3 do 6 dana. Kod neliječenih, težih slučajeva, smrtnost može biti > 50% - obično zbog dehidracije – ali uz promptnu i adekvatnu terapiju infuzijama tekućine i elektrolita, smrtnost je < 1%. Većina bolesnika prestane izlučivati V. cholerae unutar 2 tjedna, a mali dio njih postanu kronični bilijarni kliconoše.

## Dijagnoza
Dijagnoza se potvrđuje izolacijom V. cholerae u kulturi obriska rektuma ili svježe stolice i njegovom identifikacijom aglutinacijom sa specifičnim antiserumom kao serogrupe 01 ili 0139. Kolera se mora razlikovati od klinički slične bolesti,  uzrokovane sojevima Escherichie coli koji produciraju enterotoksin, odnosno, povremeno, Salmonellama i Shigellama.

## Profilaksa
Za kontrolu kolere važna je pravilna dispozicija ljudskih otpadnih tvari, kao i čisti vodoopskrbni izvori. Vodu za piće treba prokuhati ili klorirati, a povrće i ribu treba dobro skuhati. 
Neživo peroralno cjepivo, koje se sastoji od cijelih stanica i B podjedinice (nije odobreno u SAD), pruža 85%-tnu zaštitu protiv serogrupe 01, kroz 4 do 6 mjeseci. Zaštita kod odraslih traje i do 3 godine, no brzo slabi u djece i veća je za klasični, nego za El Tor biotip. Između serogrupa 01 i 0139 nema unakrsne zaštite, tako da se tek u budućnosti može očekivati cjepivo djelotvorno protiv obje serogrupe. Parenteralno cjepivo daje samo kratkotrajnu i djelomičnu zaštitu i njegova se primjena ne preporuča. Brza profilaksa tetraciklinom 500 mg PO svakih 6 h u odraslih (za djecu 50 mg/kg/dan, podijeljeno u 4 doze) može smanjiti broj sekundarnih slučajeva među kućnim kontaktima s bolesnicima od kolere, no masovna profilaksa nije praktična, a neki sojevi nisu niti osjetljivi. Za profilaksu kod djece < 9 god. može se također upotrijebiti i kotrimoksazol. 

## Liječenje
Važna je brza korekcija hipovolemije i metaboličke acidoze, kao i prevencija hipokalijemije. Teško dehidriranim bolesnicima, osobito onima koji nisu sposobni piti, treba dati što prije, ako je to moguće, IV infuziju jedne od sljedećih otopina: (1) 100 ml/kg otopine Ringerovog laktata, (2) otopinu 0,9% natrij klorida i 0,17 molarnog (1/6 molarnog) natrij laktata u omjeru 2:1 ili (3) otopinu 0,9% natrij klorida. Infuziju treba davati brzo (1 do 2 mL/kg/min) do normalizacije krvnog tlaka i dobro punjenog pulsa, a ostatak treba dati kroz 3 h. Bolesniku također treba dati da pije vodu po želji. Za nadoknadu izgubljenog kalija može se u IV otopinu dodati kalij klorid 10 do 15 mEq/L ili se može dati otopina od 100 gr/L kalij bikarbonata u dozi od 1 mL/kg PO 4 puta na dan. Ovo je osobito važno kod djece, koja slabije podnose gubitak kalija. 
Količina tekućine za nadoknadu kontinuiranog gubitka treba biti jednaka izmjerenom volumenu stolice. Adekvatnost rehidracijeprocjenjuje se češćim kliničkim pregledom (frekvencija i jakost pulsa, turgor kože i diureza). Plazmu, plazma ekspandere i vazopresore, ne treba upotrijebiti umjesto vode i elektrolita. 
Peroralna primjena otopine glukoze i elektrolita učinkovita je u nadoknadi gubitaka stolicom i može se upotrijebiti nakon inicijalne intravenske rehidracije. Ona je također korisna – ponekad i kao jedini način rehidracije – u epidemijskim područjima s ograničenim zalihama parenteralnih otopina. Bolesnici koji su blago do umjereno dehidrirani i koji mogu piti, mogu se rehidrirati isključivo s peroralnom otopinom (oko 75 mL/kg kroz 4 h). Teže dehidrirani trebaju više i kod njih može biti potrebna rehidracija preko nazogastrične sonde. Peroralna otopina koju preporuča SZO sadrži po litri vode 20 gr glukoze; 3,5 gr natrij klorida; 2,9 gr trinatrij citrata, dihidrata (ili 2,5 gr natrij bikarbonata); i 1,5 gr kalij klorida. Primjenu ove otopine valja nastaviti ad libitum nakon rehidracije u količini koja je barem jednaka kontinuiranom gubitku stolicom i povraćanjem. Krutu hranu treba dati nakon prestanka povraćanja i povratka apetita. 
Rano liječenje s učinkovitim antibiotikom eradicira vibrione, smanjuje volumen stolice za 50% i zaustavlja proljev unutar 48 h. Izbor antibiotika osniva se na osjetljivosti V. cholerae izoliranog u zajednici. U lijekove koji su djelotvorni protiv osjetljivih sojeva ubrajaju se tetraciklin (odrasli, 500 mg PO 4 puta na dan kroz 72 h; djeca, 50 mg/kg/dan podijeljeno u 4 doze kroz 72 h -maksimalna dnevna doza, 2 gr); doksiciklin (u odraslih je pojedinačna doza od 300 mg PO gotovo jednako učinkovita); furazolidin (odrasli, 100 mg PO 4 puta na dan kroz 72 h; djeca, 5 mg/kg/dan podijeljeno u 4 doze kroz 72 h); eritromicin (odrasli, 100 mg 4 puta na dan kroz 72 h; djeca, 50 mg/kg/dan podijeljeno u 4 doze kroz 72 h); kotrimoksazol (odrasli, 160 mg 2 puta na dan trimetoprim i 800 mg 2 puta na dan sulfametoksazol; djeca, 5 mg/kg 2 puta na dan trimetoprim i 25 mg/kg 2 puta na dan sulfametoksazol kroz 72 h); ili norfloksacin (odrasli, 400 mg PO 2 puta na dan). Izbjegavanje primjene tetraciklina kod djece < 8 god, eliminira mali rizik diskoloracije zuba.

## Povijest
Kolera potječe i endemna je u Indijskom podkontitnentu, rijeka Ganages služi kao rezervoar infekcije. Bolest se je iz tih područje širila trgovačkim putevima u Rusiju i zapadnu Europu i dalje u Sjevernu Ameriku. Do sada je zabilježeno sedam pandemija i nekoliko izbijanja:
- 1816-1826 - prva pandemija kolere
- 1829-1851 - druga pandemija kolere
- 1852-1860 - treća pandemija kolere
- 1863-1875 - četvrta pandemija kolere
- 1881-1896 - peta pandemija kolere
- 1899-1923 - šesta pandemija kolere
- 1961-1970ih - sedma pandemija kolere

U Bangladešu, i hinduisti i muslimani časte božicu zvanu Oladevi, koja je povezana s kolerom, a čiji se kult ipak smanjio, zbog napretka medicine.
|  | Molimo pročitajte upozorenje o korištenju medicinskih informacija. Ne provodite liječenje bez savjetovanja s liječnikom! |